# 布達-沃羅布伊夫西卡
52°14′59″N 33°3′19″E / 52.24972°N 33.05528°E
布達-沃羅布伊夫西卡（烏克蘭語：Буда-Вороб'ївська），是烏克蘭的村落，位於該國北部切爾尼戈夫州，由諾夫哥羅德-謝韋爾斯基區負責管轄，面積1.48平方公里，海拔高度164米，2001年人口468，人口密度每平方公里854人。